# Reichenbach im Kandertal
Reichenbach im Kandertal és un municipi del cantó de Berna (Suïssa), situat a l'antic districte de Burgdorf i des de 2010 al Frutigen-Niedersimmental.